# Mosul
Mosul (/ˈmɔsul/ o /ˈmɔzul/; in arabo الموصل‎?, al-Mawṣil; in curdo Mûsil‎), in italiano più raramente Mossul (/ˈmɔssul/ o /mosˈsul/), è una città dell'Iraq, capoluogo del governatorato di Ninive.
Mawṣil è il nome che diedero gli Arabi musulmani all'antica Ninive, la capitale dell'Impero assiro. Il sito di Ninive si trova sulla sponda orientale del fiume Tigri, mentre Mosul è sorta sulla sponda occidentale.

## Storia

### Antichità
Identificata nei primi periodi islamici come capitale della regione del Diyār Rabīʿa, Mosul è stata identificata con l'antico centro urbano di Mèpsila (Μέψιλα), citato da Senofonte, tuttavia la diversa collocazione geografica riportata dallo storico greco suggerirebbe l'identificazione di Mosul con la persiana Budh-Ardhashīr.

### Medioevo
In periodo islamico la città fu conquistata da ʿUtba ibn Farqad nel 641 e presto trasformata in campo fortificato (miṣr) per volere del califfo ʿOmar ibn al-Khaṭṭāb. Alla fine del IX secolo cominciò a entrare nell'orbita della dinastia araba degli Hamdanidi, che ne fecero per un certo periodo il loro principale baluardo come governatori sotto la dinastia degli Abbasidi, ma senza rinunciare alla propria autonomia.
Un secolo dopo il controllo della città passò agli ʿUqaylidi, e successivamente all'atabeg turco ʿImād al-Dīn Zangī, figlio di Āq Sunqūr al-Ḥājib e padre di Norandino, che, nel 1127, strappò la città al controllo dei Selgiuchidi.
Alla morte di Norandino, Mosul passò a suo figlio ʿIzz al-Dīn Masʿūd, e in poco tempo a Saladino che intendeva infliggere un colpo mortale all'esperienza statale dei Crociati in Terrasanta circondando i territori d'oltremare grazie a Mosul, Aleppo, Damasco e all'Egitto.
Dopo l'esperienza ayyubide la città sfuggì, a metà del XIII secolo, all'aggressione dei Mongoli di Hulagu Khan, poiché il suo governatore, Badr al-Dīn Luʾluʾ, accompagnò il condottiero mongolo nella sua campagna di devastazione delle regioni siriane, che s'infranse infine contro la soverchiante cavalleria mamelucca nella battaglia di ʿAyn Jālūt. Il figlio di Badr al-Dīn, al-Malik al-Ṣāliḥ Ismāʿīl, si aggregò a questo punto al carro dei vincitori, ma ciò non evitò né a lui né a Mosul la dura reazione dei Mongoli, tutt'altro che indeboliti dalla sconfitta subita dai Mamelucchi.
Mosul cadde quindi sotto controllo dei mongoli Ilkhanidi e poi sotto quello dei mongoli Jalayridi, fatto che la salvò dalla devastante furia di Tamerlano.

### Dal XVI al XX secolo

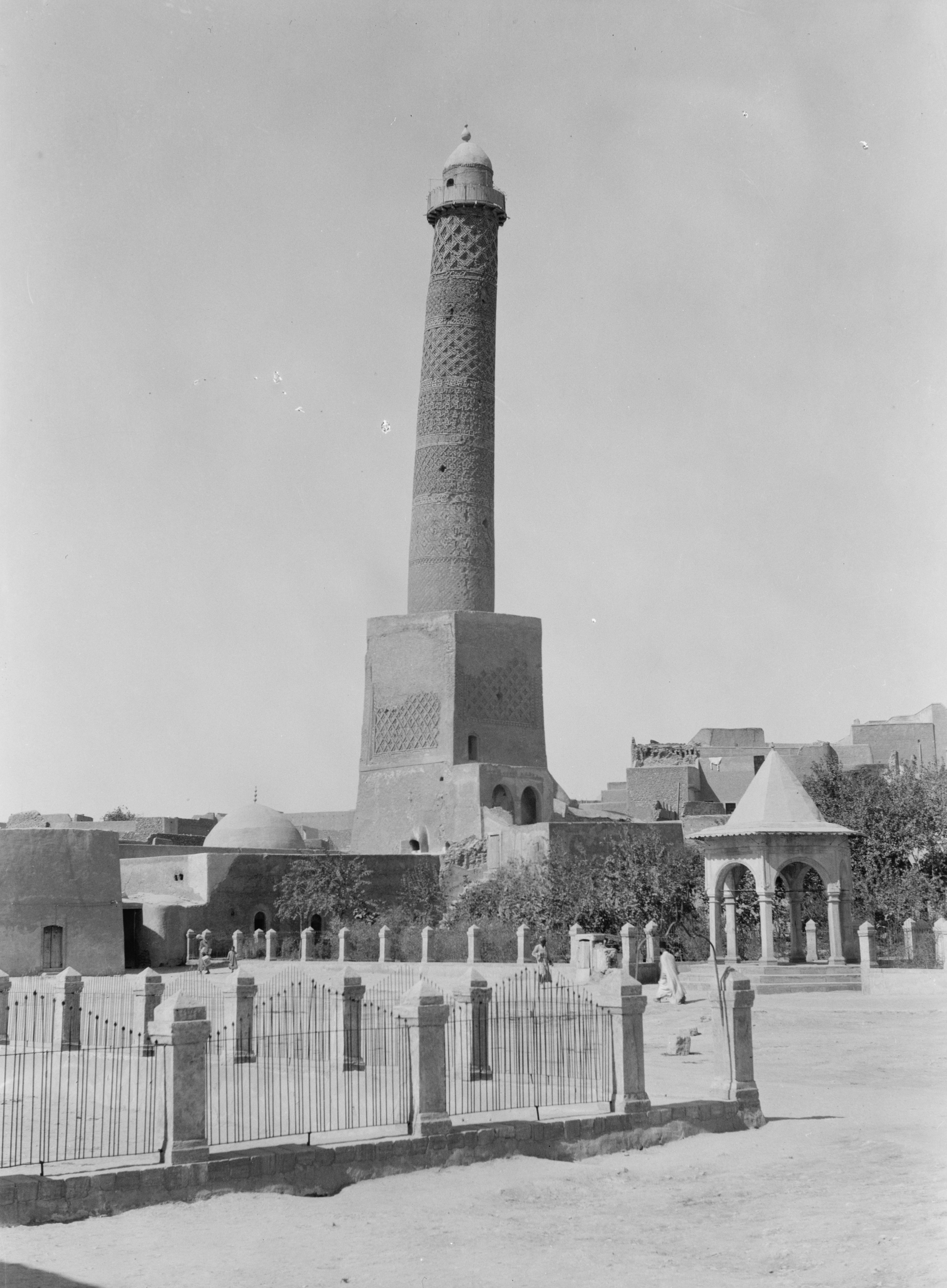
L'antico minareto pendente della moschea al-Nūrī

All'inizio del XVI secolo Mosul fu controllata dalla federazione turcomanna degli Aq Qoyūnlū, ma nel 1508 i Safavidi occuparono Baghdad e Mosul, fin quando, nel 1535, l'Ottomano Solimano il Magnifico non conquistò la città strappandola ai Safavidi.
Da quel momento la città fu governata da un Pascià ottomano e fu solo nel 1925, a quattro anni dalla formale indipendenza irachena, che Mosul entrò a far parte dei domini di Fayṣal I d'Iraq, primo sovrano del Regno hashemita d'Iraq.
Apprezzata in periodo medievale per la bellezza dei suoi tessuti (la "mussolina" prende il nome dalla città) e per la floridezza dei suoi commerci, Mosul aveva una cinta muraria con sette porte e imponenti torrioni, un rinomato ospedale (maristan) e un vasto mercato coperto (qaysariyya).
Per tutto l'Ottocento e per buona parte del Novecento abitarono a Mosul comunità appartenenti alle religioni più diverse. Accanto ad una maggioranza di arabi, curdi e turcomanni, erano censite minoranze di ebrei, yezidi e cristiani, distinti questi ultimi fra cattolici, protestanti, caldei, armeni, greco-ortodossi, nestoriani, maroniti e giacobiti.

### Nel XXI secolo
In periodo contemporaneo Mosul ha visto crescere impetuosamente la sua popolazione, dai 40 000 abitanti di fine XIX secolo (fra cui 7 000 cristiani e 1 500 ebrei) ai circa un milione e mezzo del 2015 che la rendono la terza città per popolazione dell'Iraq, dopo la capitale Baghdad e Bassora.
Nel giugno del 2014 la città cade in mano ai miliziani dello Stato Islamico, che ha distrutto la moschea dedicata al profeta Giona, costruita nel XIII secolo, la grande moschea di al-Nuri, le millenarie mura di Ninive, i numerosi manoscritti e documenti di grande rilevanza storica della Biblioteca, una delle più antiche dell'Iraq, alcuni dei quali presenti in un elenco di testi rari stilato dall'UNESCO, e di numerose statue e reperti risalenti all'Impero assiro conservati nel Museo della città. Le notizie sugli accadimenti nella città occupata giungono per lo più da un blogger, Mosul Eye, pseudonimo di Omar Mohammed, che riuscirà a mantenere l'anonimato per tutta la durata dell'occupazione.
A 35 km dalla città si trova la diga di Mosul, costruita negli anni '80 controlla l'irrigazione del Governatorato di Ninive ed è considerata di importanza strategica per l'intero Iraq.
Il 17 ottobre 2016, dopo più di due anni dalla sua cattura, ha inizio l'offensiva contro l'ISIS da parte dell'esercito iracheno e dei peshmerga curdi, entrambi in stretta collaborazione con le forze speciali statunitensi. Il 9 luglio 2017 il premier Haydar al-'Abadi annuncia ufficialmente la riconquista di Mosul.
La liberazione di Mosul ha posto fine ad una delle più grandi crisi umanitarie conseguenti alle guerre innescate dall'ISIS. L’operazione di reinserimento delle famiglie degli sfollati, di cui circa un milione dalla sola Mosul, sono state gestite dall‘Alto commissariato delle Nazioni Unite per i rifugiati (UNHCR) sotto la responsabilità dell’italiano Bruno Geddo.
Le vittime stimate per la battaglia di Mosul si teme siano state almeno 40 000.

## Infrastrutture e trasporti

Mappa dei quartieri di Mosul

La diga di Mosul è stata progettata per fornire a Mosul energia idroelettrica e approvvigionamento idrico. Tuttavia i tagli di approvvigionamento idrico sono comuni e le reti di telefonia mobile sono state arrestate.
Ci sono cinque ponti che attraversano il Tigri a Mosul, da nord a sud:
- Ponte Al Shohada (conosciuto anche come "Terzo Ponte")
- Quinto ponte
- Vecchio ponte (o "Iron Bridge", conosciuto anche come "Primo ponte")
- Al Huriya Bridge (letteralmente: "Ponte della libertà", Noto anche come "Secondo ponte")
- Quarto ponte